# Špionica Srednja
Špionica Srednja är ett samhälle i Bosnien och Hercegovina.   Det ligger i entiteten Federationen Bosnien och Hercegovina, i den nordöstra delen av landet, 100 km norr om huvudstaden Sarajevo. Špionica Srednja ligger 176 meter över havet och antalet invånare är 1 151.
Terrängen runt Špionica Srednja är kuperad åt sydväst, men åt nordost är den platt. Runt Špionica Srednja är det ganska tätbefolkat, med 93 invånare per kvadratkilometer.. Närmaste större samhälle är Gračanica, 14,4 km väster om Špionica Srednja. 
Omgivningarna runt Špionica Srednja är en mosaik av jordbruksmark och naturlig växtlighet.